# Eburodacrys fraterna
Eburodacrys fraterna es una especie de escarabajo longicornio del género Eburodacrys, tribu Eburiini, subfamilia Cerambycinae. Fue descrita científicamente por Galileo & Martins en 2010.

## Descripción
Mide 16,2 milímetros de longitud.

## Distribución
Se distribuye por Bolivia.